# Jessye Norman
Jessye Norman (ur. 15 września 1945 w Auguście, zm. 30 września 2019 w Nowym Jorku) – amerykańska śpiewaczka, sopran dramatyczny.
Jej głos wyróżniał się znaczną nietypowością i był trudny do jednoznacznej klasyfikacji: śpiewaczka wykonywała najczęściej role przeznaczone dla sopranu dramatycznego, ale także (z równym powodzeniem) mezzosopranowe, a nawet kontraltowe. Dysponowała głosem niemieszczącym się w powszechnie przyjętym systemie klasyfikacji głosów,  – potężnym, cechującym się znaczną siłą wyrazu dramatycznego oraz nietypową dla sopranu ciemną barwą,  znaczną skalą i tessyturą (choć pod koniec kariery wysokie sopranowe nuty straciły wiele z dawnego blasku).  Cechowała ją majestatyczna prezencja sceniczna (była bardzo wysoka i potężnej postury) oraz cenione umiejętności aktorskie (co jest jedną z przyczyn dla których Norman występowała często poza standardowym repertuarem operowym, wykonując muzykę dawną lub utwory kompozytorów współczesnych). Śpiew Norman cechowały nie tylko siła i dramatyzm czy doskonała technika oddechowa, ale także muzykalność i subtelność interpretacyjna. Śpiewaczka była znana z doskonałego kontaktu z publicznością, a jej wyrazista, silna osobowość przejawiała się także w czasie występów.

## Życiorys
Urodziła się 15 września 1945 w Auguście w stanie Georgia w rodzinie afroamerykańskiej jako córka Silasa Normana, agenta ubezpieczeniowego i Janie Norman (King), nauczycielki i gospodyni domowej. Rodzice interesowali się muzyką, ojciec śpiewał w chórze kościelnym w Mount Calvary Baptist Church, matka była pianistką-amatorką. Jessye Norman wraz z czworgiem rodzeństwa od wczesnego dzieciństwa pobierała lekcje gry na fortepianie. Rodzice w burzliwych czasach ruchu na rzecz praw obywatelskich, nie tylko wspierali zainteresowania artystyczne córki, ale też wpajali dzieciom poczucie odpowiedzialności społecznej i zamiłowanie do ciężkiej pracy. Od dzieciństwa często śpiewała publicznie, np. w kościelnym chórze (w wieku siedmiu lat zajęła trzecie miejsce w kościelnym konkursie). Wychowywała się w tradycyjnej atmosferze afroamerykańskiego Południa (wraz z jego kulturą muzyczną) – rodzina była żywo religijna, według własnych wspomnień Norman religijność odgrywała znaczną rolę w jej życiu do późnych lat. Od dzieciństwa słuchała muzyki operowej (transmisje radiowe z Metropolitan Opera), jazzowej i bluesowej; gdy miała dziesięć lat, ogromne wrażenie wywarło na niej nagranie Rapsodii na alt Johannesa Brahmsa z Marian Anderson (Marian Anderson, a także Leontyne Price, stanowiły dla Jessye Norman autorytety osobiste). W 1963 ukończyła z wyróżnieniem szkołę średnią, Lucy Craft Laney High School w Auguście.
Początkowo nie rozważała podjęcia studiów muzycznych, pragnąc zostać lekarzem. W wieku 16 lat, zachęcona przez nauczycielkę gry na fortepianie, wzięła jednak udział w konkursie wokalnym w Filadelfii (Marian Anderson Award), dzięki któremu (choć nie zdobyła nagrody) została zauważona i uzyskała stypendium, co skłoniło ją do podjęcia studiów wokalistycznych. Studiowała w Howard University w Waszyngtonie pod kierunkiem Carolyn Grant – studia ukończyła cum laude. Po ukończeniu Howard University, latem 1967 kontynuowała naukę w Peabody Conservatory w Baltimore pod kierunkiem Alice Duschak. Następnie w University of Michigan, gdzie do jej nauczycieli należeli Pierre Bernac i Elizabeth Mannion; tam w 1968 uzyskała tytuł magistra. Pierre Bernac, francuski baryton, był znawcą problematyki interpretacji pieśni – pod jego kierunkiem Jessye Norman zbudowała szeroki repertuar obejmujący dzieła wielu kompozytorów.
W 1968 została laureatką prestiżowego konkursu Internationaler Musikwettbewerb der ARD w Monachium, zwracając na siebie uwagę krytyków – dzięki czemu uzyskała trzyletni kontrakt w berlińskiej Deutsche Oper. Tam też zadebiutowała – 12 grudnia 1969 jako Elżbieta w Tannhäuserze (tę trudną rolę wykonywała jako zaledwie 24-letnia śpiewaczka, odnosząc przy tym znaczny sukces). Początkowo występowała jedynie w Europie, jak wiele młodych śpiewaczek amerykańskich tamtych czasów: jej europejska kariera rozwijała się jednak wyjątkowo szybko, w ciągu samych tylko lat 70. Norman zdobyła znaczną popularność, występując na najbardziej znanych festiwalach i koncertach oraz gromadząc wiele entuzjastycznych recenzji. W Berlinie występowała także jako hrabina Almaviva (Wesele Figara), Elza (Lohengrin), Aida oraz w innych rolach. W 1971 wystąpiła na Maggio Musicale we Florencji jako Selika (Afrykanka), w 1972 debiutowała w La Scali jako Aida, następnie wystąpiła w The Royal Opera House jako Kassandra (Trojanie, 1972) i Elżbieta (1973). Wielokrotnie – w Deutsche Oper, Covent Garden, w Stuttgarcie (1982), na festiwalu w Aix-en-Provence, w Wiedniu (1985) oraz w wielu innych teatrach operowych – wykonywała rolę Ariadny (Ariadna na Naksos), jedną z najbardziej cenionych w jej karierze. W 1972 powróciła na krótko do Stanów Zjednoczonych, wykonując (w wersji koncertowej, pod batutą Jamesa Levine’a) w Hollywood Bowl partię Aidy. W latach 1975–1980, ze względu na potrzebę dalszego rozwoju wokalnego, zaniechała występów w spektaklach operowych, ograniczając się do koncertów i recitali; zamieszkała wtedy na stałe w Londynie.
W Ameryce debiutowała w spektaklu operowym dopiero w 1982 w Filadelfii, jako Dydona (Dydona i Eneasz) i Jokasta (Król Edyp). We wrześniu 1983 po raz pierwszy wystąpiła w Metropolitan Opera, jako Kassandra w produkcji Trojan przygotowanej na stulecie tego teatru, z transmisją w telewizji PBS. Już od pierwszych występów w ojczystym kraju stała się jedną z najbardziej popularnych wśród publiczności amerykańskiej śpiewaczek. W 1985 odniosła w Metropolitan Opera wielki sukces jako Ariadna. Z Metropolitan Opera związała się odtąd na wiele lat, odtwarzając (nie licząc recitali i koncertów) role Ariadny (w 22 przedstawieniach), Elżbiety, Jokasty, Dydony, Judyty (Zamek Sinobrodego), madame Lidoine (Dialogi karmelitanek), Zyglindy (Walkiria, 1990), Kundry (Parsifal, 1991), Emilii Marty (Sprawa Makropulos, 1996). W Metropolitan Opera wykonywała także monodram Erwartung Schönberga (1988, także w 1995 w Hamburgu).
W 1990 zadebiutowała w Chicago w innowacyjnej produkcji Alcesty Glucka. W 1992 wystąpiła w Japonii na Festiwalu Matsumoto jako Jokasta w Królu Edypie. Do jej pozostałych ról operowych należą m.in. Rosina (La vera costanza Haydna), Armida (Haydna), Leonora (Fidelio), Euryanthe, Giulietta (Dzień panowania Verdiego), Medora (Korsarz), Carmen, Salome, w operetce zaś Piękna Helena. Nie wykonywała w całości wagnerowskich ról Izoldy i Brunhildy, istnieją jednak nagrania obszernych fragmentów, które wykonywała niekiedy także na żywo.
Od końca lat 90. rzadko występowała w spektaklach operowych, nadal jednak koncertowała na całym świecie, na stałe mieszkając w Londynie. W 2000 wykonała w Carnegie Hall zamówiony specjalnie dla niej przez Judith Weir utwór woman.life.song, z tekstem Toni Morrison, Mayi Angelou i Clarissy Pinkoli Estés. W 2001 paryski Théâtre du Châtelet wystawił głośną inscenizowaną wersję Podróży zimowej Schuberta z jej udziałem.
Repertuar pieśniowy, koncertowy i oratoryjny Jessye Norman, ceniony nie mniej niż jej role operowe, obejmował zwłaszcza utwory niemieckiego klasycyzmu i romantyzmu, zwracała w nim także uwagę stosunkowo duża obecność kompozytorów współczesnych. Śpiewaczka współpracowała przy nim z najwybitniejszymi dyrygentami, jak Claudio Abbado, Riccardo Muti, Colin Davis, Daniel Barenboim czy Seiji Ozawa. Bardzo szeroki repertuar pieśniowy obejmuje m.in. Wesendock-Lieder Wagnera, pieśni Gustava Mahlera, Gabriela Fauré, Henriego Duparca, Modesta Musorgskiego i innych kompozytorów rosyjskich, kantatę Gurre-Lieder Schönberga, Altenberg-Lieder Albana Berga, Vier letzte Lieder Richarda Straussa, Les nuits d’été Berlioza. Jessye Norman wykonywała także negro spirituals, afroamerykańskie pieśni chrześcijańskie – często w koncertach i nagraniach z Kathleen Battle – oraz muzykę jazzową i rozrywkową (m.in. Sacred Concerts Duke’a Ellingtona). Tak opery, jak i pozostałe utwory muzyczne wykonywane przez Jessye Norman utrwalone są w znacznym, obejmującym przeszło 70 pozycji materiale nagraniowym.
Wielokrotnie występowała w czasie różnego rodzaju wydarzeń publicznych. 14 lipca 1989 odśpiewała na Placu Zgody w Paryżu Marsyliankę na dwusetlecie rewolucji francuskiej, przed prezydentami Francji, Stanów Zjednoczonych i setkami tysięcy słuchaczy. W 1985, z okazji inauguracji prezydentury Ronalda Reagana (mimo niechęci, jaką żywiła do Partii Republikańskiej), wykonała pieśń ludową Simple Gifts, w 1986 wystąpiła z okazji 60. urodzin królowej Elżbiety II. W 1996 wystąpiła na ceremonii otwarcia olimpiady w Atlancie. W 1997 wystąpiła na uroczystości inauguracji prezydentury Billa Clintona. Na uroczystościach kommemoracyjnych 6 miesięcy po ataku na World Trade Cener wykonała pieśń America the Beautiful. Występowała w 1999 na zaproszenie prezydenta Billa Clintona na 50-lecie NATO, a w 2002 w Oslo na ceremonii wręczenia Pokojowej Nagrody Nobla byłemu prezydentowi Stanów Zjednoczonych Jimmy’emu Carterowi.
Otrzymała kilkadziesiąt doktoratów honoris causa, m.in. Howard University, Boston Conservatory of Music i University of the South. W 1984 została komandorem francuskiego Orderu Sztuki i Literatury. W 1990 została honorowym ambasadorem ONZ. W 1997 otrzymała Kennedy Center Honors, nagrodę przyznawaną najwybitniejszym artystom amerykańskim. Rodzinne miasto Augusta nazwało jej imieniem amfiteatr w parku Riverwalk Augusta, zaś w 1999 została wprowadzona do Georgia Music Hall of Fame. Otrzymała wiele orderów i odznaczeń, m.in. Legię Honorową. Została nagrodzona pięcioma nagrodami Grammy (w tym Grammy Lifetime Achievement Award w 1996), Grand Prix National du Disque, Gramophone Award i Edison Prize.
Była aktywna w życiu publicznym i społecznym, m.in. działa na rzecz Jessye Norman School of the Arts, nazwanej jej imieniem szkoły muzycznej dla dzieci z ubogich rodzin w swoim rodzinnym mieście. Była członkiem zarządów i rad powierniczych wielu organizacji, w tym New York Public Library, Paine College w Auguście, Lupus Foundation, New York Botanical Garden, Dance Theatre of Harlem, National Music Foundation i Elton John AIDS Foundation. Poświęcono jej wiele publikacji, w tym monograficznych; sama była autorką wspomnień (Stand Up Straight and Sing!, 2014).